# Ortografia della lingua italiana
L'ortografia della lingua italiana è l'insieme delle convenzioni che governano la scrittura della lingua italiana per quanto riguarda i grafemi (le lettere con cui si scrivono le parole) e i segni paragrafematici (accenti grafici, apostrofi, uso della maiuscola, divisione delle parole).
Alcune grammatiche considerano parte dell'ortografia anche la punteggiatura.

## Caratteri generali
Nel caso dell'italiano, come per molte altre lingue moderne, "l'ortografia è uno dei settori più soggetti a censura sociale ed è quindi un aspetto particolarmente curato dall'insegnamento scolastico". Non esiste comunque un'autorità centrale di controllo: la definizione della norma è affidata al consenso degli utenti, anche se particolare autorità è riconosciuta ai dizionari e alle grammatiche.
L'ortografia italiana contemporanea è stabile nella maggior parte dei casi; sono però presenti alcune oscillazioni in diversi ambiti, dalla rappresentazione dell'accento grafico alla divisione delle parole. Per esempio, il dizionario De Mauro registra la parola tuttora anche nella forma (considerata "variante") tutt'ora. In generale, il settore delle scrizioni unite e separate (del tipo rice-trasmittente / ricetrasmittente) "presenta tuttora grande variabilità" anche se all'interno di "una chiara tendenza generale all'unione".

## Evoluzione nel tempo in Italia
L'ortografia italiana prosegue molte scelte del sistema di scrittura volgare sviluppato a Firenze e in Toscana alla fine del Duecento e durante il Trecento. Questo è particolarmente evidente nella scelta delle lettere dell'alfabeto base e nella scelta dei digrammi. Per esempio, l'ortografia italiana continua la scelta del sistema fiorentino di evitare alcune lettere, come la ⟨k⟩ e la ⟨x⟩, ben vive nell'uso medievale e frequentemente impiegate, fino a oggi, nella scrittura di molti volgari prima e dialetti poi.
Il sistema attuale risale comunque, "nelle sue linee portanti, al Cinquecento e alle scelte che in quel secolo furono fatte dai grammatici, dai lessicografi, dai tipografi e in genere dai letterati". Particolarmente importante in questo periodo è stata la scelta di un'impostazione fonetica, molto diversa dall'impostazione etimologizzante che era stata di moda nel Quattrocento.
Nel corso del tempo, anche se l'assetto è rimasto stabile, alcune regole sono state modificate. Per esempio, l'uso di scrivere le preposizioni articolate come parole uniche si è affermato invece alla fine del Cinquecento (quando della ha cominciato a sostituire de la). A inizio Novecento era molto diffuso l'uso dell'accento grafico per distinguere alcune forme del verbo avere che oggi invece sono distinte con l'uso della h diacritica: la norma accettava quindi à, ànno al posto delle attuali ha e hanno. Altre modifiche sono ancora più recenti: per esempio, la grafia sopralluogo (al posto di sopraluogo) si è stabilizzata solo negli anni sessanta.

## Sistema grafemico italiano
L'italiano moderno per la scrittura delle parole italiane usa 21 grafemi dell'alfabeto propriamente detto italiano più 5 grafemi aggiuntivi definiti "stranieri" (con cui forma l'alfabeto latino) nelle loro varianti minuscole e maiuscole.
|           | Grafemi italiani | Grafemi italiani | Grafemi italiani | Grafemi italiani | Grafemi italiani | Grafemi italiani | Grafemi italiani | Grafemi italiani | Grafemi italiani | Grafemi italiani | Grafemi italiani | Grafemi italiani | Grafemi italiani | Grafemi italiani | Grafemi italiani | Grafemi italiani | Grafemi italiani | Grafemi italiani | Grafemi italiani | Grafemi italiani | Grafemi italiani | Grafemi aggiuntivi | Grafemi aggiuntivi | Grafemi aggiuntivi | Grafemi aggiuntivi | Grafemi aggiuntivi |
| Maiuscolo | A                | B                | C                | D                | E                | F                | G                | H                | I                | L                | M                | N                | O                | P                | Q                | R                | S                | T                | U                | V                | Z                | J                  | K                  | W                  | X                  | Y                  |
| Minuscolo | a                | b                | c                | d                | e                | f                | g                | h                | i                | l                | m                | n                | o                | p                | q                | r                | s                | t                | u                | v                | z                | j                  | k                  | w                  | x                  | y                  |

I grafemi cosiddetti stranieri, vengono definiti tali perché oggi usati solo per la scrittura di forestierismi, ma non sono sempre stati estranei all'ortografia italiana: per esempio, sino all'Ottocento era correntemente utilizzata la ⟨j⟩ al posto della ⟨i⟩ per indicare il fono /j/ intervocalico: noja.
Ai 21 grafemi propri, per completare il quadro del sistema grafemico, bisogna poi aggiungere le 9 unità grafematiche superiori, che essi compongono:
- 7 digrammi: ⟨ch⟩, ⟨ci⟩, ⟨gh⟩, ⟨gi⟩, ⟨gl⟩, ⟨gn⟩, ⟨sc⟩;
- 2 trigrammi: ⟨gli⟩, ⟨sci⟩.

Tali nessi grafici, però, così come possono rappresentare digrammi e trigrammi, possono anche rappresentare sequenze di singole lettere.

### Regole ortografiche e corrispondenze fonologiche
La scrittura delle parole in italiano viene ritenuta un'operazione piuttosto semplice, specie se confrontata a quella di altre lingue: data la realizzazione fonetica di una parola italiana, il modo per scriverla è spesso del tutto prevedibile; e viceversa, data una parola scritta, la sua realizzazione fonetica è spesso intuibile. Tuttavia, anche in italiano il rapporto tra grafemi (21) e altre unità (10) e fonemi (30) non è sempre lineare e biunivoco.

#### Corrispondenza grafemi - fonemi
| Grafemi | Fonemi       | Limitazioni           |
| ------- | ------------ | --------------------- |
| ⟨a⟩     | /a/          |                       |
| ⟨b⟩     | /b/          |                       |
| ⟨ch⟩    | /k/          | -e, -i                |
| ⟨c⟩     | /k/          |                       |
| ⟨c⟩     | /tʃ/         | -[i]e, -i             |
| ⟨ci⟩    | /tʃ/         | -a, -o, -u            |
| ⟨d⟩     | /d/          |                       |
| ⟨e⟩     | /ɛ/          |                       |
| ⟨e⟩     | /e/          |                       |
| ⟨f⟩     | /f/          |                       |
| ⟨gh⟩    | /ɡ/          | -e, -i                |
| ⟨g⟩     | /ɡ/          |                       |
| ⟨g⟩     | /dʒ/         | -[i]e, -i             |
| ⟨gi⟩    | /dʒ/         | -a, -o, -u            |
| ⟨h⟩     | -            |                       |
| ⟨i⟩     | /i/          |                       |
| ⟨i⟩     | /j/          |                       |
| ⟨j⟩     | /j/, /i/     |                       |
| ⟨k⟩     | /k/          |                       |
| ⟨l⟩     | /l/          |                       |
| ⟨gl⟩    | /ʎ/, /ʎʎ/1   | -i                    |
| ⟨gli⟩   | /ʎ/, /ʎʎ/1   | -a, -e -o, -u         |
| ⟨m⟩     | /m/          |                       |
| ⟨n⟩     | /n/          |                       |
| ⟨gn⟩    | /ɲ/, /ɲɲ/1   | -[i]a, -e, -i, -o, -u |
| ⟨o⟩     | /ɔ/          |                       |
| ⟨o⟩     | /o/          |                       |
| ⟨p⟩     | /p/          |                       |
| ⟨q⟩     | /k(w)/       | -u[a, e, i, o]        |
| ⟨r⟩     | /r/          |                       |
| ⟨s⟩     | /s/          |                       |
| ⟨s⟩     | /z/          |                       |
| ⟨sc⟩    | /ʃ/, /ʃʃ/1   | -[i]e, -i             |
| ⟨sci⟩   | /ʃ/, /ʃʃ/1   | -a, -o, -u            |
| ⟨t⟩     | /t/          |                       |
| ⟨u⟩     | /u/          |                       |
| ⟨u⟩     | /w/          |                       |
| ⟨v⟩     | /v/          |                       |
| ⟨w⟩     | /v/, /w/     |                       |
| ⟨x⟩     | [ks]         |                       |
| ⟨y⟩     | /i/ /j/      |                       |
| ⟨z⟩     | /ts/, /tts/1 |                       |
| ⟨z⟩     | /dz/, /ddz/1 |                       |

1Fonemi autogeminanti: fonemi che si pronunciano doppi in posizione intervocalica pur rimanendo grafematicamente scempi.
| Fonemi | Grafemi             | Nome     |
| ------ | ------------------- | -------- |
| /a/    | ⟨a⟩                 |          |
| /b/    | ⟨b⟩                 |          |
| /k/    | ⟨c, k⟩              | C dura   |
| /k/    | ⟨ch⟩ + e, i         | C dura   |
| /k/    | ⟨q⟩ + u[a, e, i, o] | C dura   |
| /tʃ/   | ⟨c⟩ + e, i          | C dolce  |
| /tʃ/   | ⟨ci⟩ + a, o, u      | C dolce  |
| /d/    | ⟨d⟩                 |          |
| /ɛ/    | ⟨e⟩                 | E aperta |
| /e/    | ⟨e⟩                 | E chiusa |
| /f/    | ⟨f⟩                 |          |
| /ɡ/    | ⟨g⟩                 | G dura   |
| /ɡ/    | ⟨gh⟩ + e, i         | G dura   |
| /dʒ/   | ⟨g⟩ + e, i          | G dolce  |
| /dʒ/   | ⟨gi⟩ + a, o, u      | G dolce  |
| /i/    | i ⟨j, y⟩            |          |
| /j/    | i ⟨j, y⟩            |          |
| /l/    | ⟨l⟩                 |          |
| /ʎ/    | ⟨gl⟩ + i            |          |
| /ʎ/    | ⟨gli⟩ + a, e, o, u  |          |
| /m/    | ⟨m⟩                 |          |
| /n/    | ⟨n⟩                 |          |
| /ɲ/    | ⟨gn⟩                |          |
| /ɔ/    | ⟨o⟩                 | O aperta |
| /o/    | ⟨o⟩                 | O chiusa |
| /p/    | ⟨p⟩                 |          |
| /r/    | ⟨r⟩                 |          |
| /s/    | ⟨s⟩                 | S sorda  |
| /z/    | ⟨s⟩                 | S sonora |
| /ʃ/    | ⟨sc⟩ + e, i         |          |
| /ʃ/    | ⟨sci⟩ + a, o, u     |          |
| /t/    | ⟨t⟩                 |          |
| /u/    | ⟨u⟩                 |          |
| /w/    | ⟨u, w⟩              |          |
| /v/    | ⟨v, w⟩              |          |
| /ts/   | ⟨z⟩                 | Z sorda  |
| /dz/   | ⟨z⟩                 | Z sonora |

#### Corrispondenza doppie - fonemi di grado intenso
| Grafemi | Fonemi  | Limitazioni |
| ------- | ------- | ----------- |
| -aa-    | /aa/    |             |
| -bb-    | /bb/    |             |
| -cch-   | /kk/    | -e, -i:     |
| -cc-    | /kk/    |             |
| -cc-    | /ttʃ/   | -[i]e, -i   |
| -cci-   | /ttʃ/   | -a, -o, -u  |
| -dd-    | /dd/    |             |
| -ee-    | /ɛe/    |             |
| -ee-    | /ee/    |             |
| -ee-    | /eɛ/    |             |
| -ff-    | /ff/    |             |
| -ggh-   | /ɡɡ/    | -e, -i      |
| -gg-    | /ɡɡ/    |             |
| -gg-    | /ddʒ/   | -[i]e, -i   |
| -ggi-   | /ddʒ/   | -a, -o, -u  |
| -ii-    | /ii/    |             |
| -ll-    | /ll/    |             |
| -mm-    | /mm/    |             |
| -nn-    | /nn/    |             |
| -oo-    | /ɔo/    |             |
| -oo-    | /oo/    |             |
| -oo-    | /oɔ/    |             |
| -pp-    | /pp/    |             |
| -qq-    | /kk(w)/ | -u[a]       |
| -rr-    | /rr/    |             |
| -ss-    | /ss/    |             |
| -tt-    | /tt/    |             |
| -uu-    | /uu/    |             |
| -vv-    | /vv/    |             |
| -zz-    | /tts/   |             |
| -zz-    | /ddz/   |             |

| Fonemi | grafemi            |
| ------ | ------------------ |
| /aa/   | aa                 |
| /bb/   | bb                 |
| /kk/   | cc                 |
| /kk/   | cch + e, i         |
| /kk/   | cq + u[a, e, i, o] |
| /kk/   | qq + u[a]          |
| /ttʃ/  | cc + e, i          |
| /ttʃ/  | cci + a, o, u      |
| /dd/   | dd                 |
| /ɛe/   | ee                 |
| /ee/   | ee                 |
| /eɛ/   | ee                 |
| /ff/   | ff                 |
| /ɡɡ/   | gg                 |
| /ɡɡ/   | ggh + e, i         |
| /ddʒ/  | gg + e, i          |
| /ddʒ/  | ggi + a, o, u      |
| /ii/   | ii                 |
| /ll/   | ll                 |
| /ʎʎ/   | gl + i             |
| /ʎʎ/   | gli + a, e, o, u   |
| /mm/   | mm                 |
| /nn/   | nn                 |
| /ɲɲ/   | gn                 |
| /ɔo/   | oo                 |
| /oo/   | oo                 |
| /oɔ/   | oo                 |
| /pp/   | pp                 |
| /rr/   | rr                 |
| /ss/   | ss                 |
| /ʃʃ/   | sc + e, i          |
| /ʃʃ/   | sci + a, o, u      |
| /tt/   | tt                 |
| /uu/   | uu                 |
| /vv/   | vv                 |
| /tts/  | zz                 |
| /tts/  | z                  |
| /ddz/  | zz                 |
| /ddz/  | z                  |

#### Regole ortografiche
- I gruppi ⟨c⟩, ⟨ch⟩, ⟨ci⟩ e ⟨g⟩, ⟨gh⟩, ⟨gi⟩ formano due sistemi complementari, e tra loro paralleli, di rappresentazione di due fonemi consonantici ciascuno: sordi il primo, /k/ (c dura) e /tʃ/ (c dolce), e sonori il secondo, /ɡ/ (g dura) e /dʒ/ (g dolce):

| Sorde   | Sorde      | Sorde   | Sorde   | Sonore  | Sonore     | Sonore  | Sonore  |
| ------- | ---------- | ------- | ------- | ------- | ---------- | ------- | ------- |
| ⟨(c)ch⟩ | -e, -i     | C dura  | /(k)k/  | ⟨(g)gh⟩ | -e, -i     | G dura  | /(ɡ)ɡ/  |
| ⟨(c)c⟩  | -a, -o, -u | C dura  | /(k)k/  | ⟨(ɡ)ɡ⟩  | -a, -o, -u | G dura  |         |
| ⟨(c)c⟩  | -[i]e, -i  | C dolce | /(t)tʃ/ | ⟨(ɡ)ɡ⟩  | -[i]e, -i  | G dolce | /(d)dʒ/ |
| ⟨(c)ci⟩ | -a, -o, -u | C dolce | /(t)tʃ/ | ⟨(g)gi⟩ | -a, -o, -u | G dolce |         |

questo per quanto riguarda il contesto vocalico; al di fuori di esso, ⟨c⟩ e ⟨g⟩ hanno invece pronuncia sempre dura, come si può dedurre dai nessi consonantici: ⟨-cr-⟩ /kr/, ⟨-cn-⟩ /kn/, ⟨-gr-⟩ /ɡr/, ecc.
- Le lettere ⟨e⟩ e ⟨o⟩ rappresentano due fonemi vocalici ciascuno del medesimo timbro ma di diversa apertura: /e/ (e chiusa) ed /ɛ/ (e aperta) la prima, /o/ (o chiusa) e /ɔ/ (o aperta) la seconda; le aperte solo in sede tonica.
- La lettera ⟨h⟩ non ha un corrispettivo fonetico, ma viene usata per modificare il suono originario nei nessi ⟨ch⟩ e ⟨gh⟩ in velare, e con funzione distintiva nelle voci del presenti del verbo avere e delle interiezioni.
- La lettera ⟨i⟩ rappresenta i fonemi /i/ e il /j/, quest'ultimo solo in dittonghi ascendenti (ia, ie, io, iu); inoltre compare nei digrammi ⟨ci-⟩ e ⟨gi-⟩ e nei trigrammi ⟨gli-⟩ e ⟨gli-⟩per modificarne la pronuncia, ma anche per ragioni puramente ortografiche in alcune parole nei nessi: ⟨cie⟩, ⟨gie⟩, ⟨scie⟩ e ⟨gnia⟩.
- La lettera ⟨m⟩ compare quasi sempre nei nessi ⟨-mb⟩ e ⟨-mp⟩, per indicare la nasale preconsonantica (/m/) davanti a bilabiale, fanno eccezione poche parole composte, per esempio panpepato.
- La lettera ⟨q⟩ è sempre seguita da ⟨u⟩ (semiconsonantica) più altra vocale, con valore /kw/, nei nessi: ⟨qua⟩, ⟨que⟩, ⟨qui⟩, ⟨quo⟩; il grado intensivo si scrive ⟨-cqu-⟩ (/kkw/), e ⟨-qqu-⟩ solo nelle parole soqquadro, beqquadro (o biqquadro) e derivati.
- La lettera ⟨s⟩ rappresenta i fonemi /z/ (s sonora) e /s/ (s sorda), ma solo quest'ultima può avere grado intenso ⟨-ss-⟩ /ss/.
- La lettera ⟨u⟩ rappresenta i fonemi /u/ e il /w/, quest'ultimo solo in dittonghi ascendenti (ua, ue, uo, uu), ed è l'unico valore che può avere nel nesso ⟨-qu-⟩ /kw/.
- La lettera ⟨z⟩ rappresenta i fonemi /dz/ (z sonora) e /ts/ (z sorda) che hanno sempre grado intenso, /ddz/ o /tts/, in posizione intervocalica anche se scritti con lettera scempia ⟨z⟩, al posto di ⟨zz⟩.
- I nessi ⟨sc⟩ e ⟨sci⟩ rappresentano il fonema /ʃ/ - sempre /ʃʃ/ in posizione intervocalica - il primo davanti a -e e -i, il secondo davanti alle altre vocali.
- I nessi ⟨gl⟩ e ⟨gli⟩ rappresentano il fonema /ʎ/ - sempre /ʎʎ/ in posizione intervocalica - il primo solo davanti a -i, il secondo davanti a tutte le altre vocali, ma se non preceduti da n.
- Il nesso ⟨gn⟩ rappresenta il fonema /ɲ/ - sempre /ɲɲ/ in posizione intervocalica - davanti a tutte le vocali.
- Le doppie rappresentano i fonemi quando pronunciati con grado intenso - con l'eccezione di /ʃʃ/, /ʎʎ/, /ɲɲ/ i cui nessi non mutano e di /ddz/ e /tts/ che possono essere anche rappresentati da lettera scempia ⟨z⟩, con le stesse restrizioni che valgono per le lettere scempie. Non possono però mai trovarsi in principio di parola, né in fine, ma solo in mezzo, quasi tutte in posizione intervocalica o tra vocale e liquida (-l- o -r-).

Alcuni nessi grafici già visti rappresentano una doppia possibilità di lettura:
- ⟨ci⟩, ⟨gi⟩ e ⟨sci⟩ possono rappresentare sia i fonemi semplici /tʃ/, /dʒ/ e /ʃ/, ma anche quelli articolati /tʃi/, /dʒi/ e /ʃi/: farmacia /farmaˈtʃia/, bugia /buˈdʒia/, sciare /ʃiˈare/.
- ⟨gl⟩ può rappresentare sia il fonema semplice /ʎ/, sia quello biconsonantico /ɡl/ glicine /ˈɡlitʃine/, tale pronuncia è di regola:
  1. quando preceduta da n, -ngl-: anglicano /anɡliˈkano/, ecc.
  2. in principio di parola con le sole eccezioni di gli /ʎi/ (articolo e pronome) e derivati (gliene, glielo, ecc.), e gliommero /ˈʎɔmmero/
  3. nei derivati delle parole glifo /ˈɡlifo/ (aglifo, calcoglifia, diglifo, geroglifico, triglifo, ecc), negligere /neˈɡlidʒere/ (negligente, negligenza, ecc.), glicemia /ɡlitʃeˈmia/ (ipoglicemia, ipoglicemico, trigliceridi).
  4. in tutte le voci del verbo siglare: sigli /ˈsiɡli/, siglino /ˈsiɡlino/, ecc.
- ⟨gn⟩ può rappresentare sia il fonema semplice /ɲ/, sia quello biconsonantico /ɡn/ in alcune parole di origine straniera, wagneriano /vaɡneˈrjano/, e italiane gnosi /ˈɡnɔzi/, dal greco antico, ma in quest'ultima è considerata una pronuncia affettata, quella normativa è /ˈɲɔzi/.
- ⟨sc⟩ rappresenta normalmente solo il fonema /ʃ/, ma popolarmente è diffusa anche la dizione biconsonantica /stʃ/ quando il nesso è il composto di una prefissazione, scervellarsi /stʃerverlˈlarsi/, scentrare /stʃenˈtrare/, in luogo delle più corrette /ʃerverlˈlarsi/ e /ʃenˈtrare/.

## Questioni ortografiche

### Elisioni con⟨c(h)⟩,⟨g(h)⟩e⟨gl⟩
L'elisione nello scritto - indipendente dalla sua realizzazione fonetica - è soggetta a limitazioni relative a questioni d'opportunità ortografica quando si è in presenza dei fonemi /k/ (-ch', -c'), /tʃ/ (-c'), /ʎ/ (-gl'), /sk/ (-sch', -sc'), /ʃ/ (-sc'), /ɡ/ (-gh', -g') e /dʒ/ (-g'). Non è semplice dare indicazioni di ordine generale, non coprendo la casistica concreta tutte le possibilità, tuttavia dagli esempi anche letterari, che verranno mostrati in seguito, si possono cogliere le seguenti indicazioni:
1. l'elisione non muta il valore fonologico del fonema, cioè, per esempio, non muta da /k/ a /tʃ/;
2. l'ortografia è generalmente quella che si adotterebbe se le parole fossero scritte in continuità.

Entrando nella specificità (ma non nei singoli casi per cui si rimanda alla pagina elisione) dei casi:
- Con c dolce (ma anche con g dolce) l'elisione grafica è possibile soltanto davanti a parole inizianti per e- o per i-: c'è, c'entrare; c'impose, fec'io; fec'egli (Di là fec'egli rimbombar sul campo quest'alto grido), giac'egli (Il mio figliuol giac'egli per anco intero nelle tende); fugg'egli.
Sono invece da considerarsi errate grafie come: *c'ha, *c'offrì, *quindic'anni, per indicare pronunce come: /ˈtʃ a/, /tʃ ofˈfri/, /kwindiˈtʃ anni/, perché sono già pronunce possibili anche con le grafie: ci ha, ci offrì, quindici anni.
- Con c dura (ma anche con g dura) l'elisione grafica è praticamente sempre possibile con alcuni adattamenti grafici. Se le parole finiscono -[c;g]he o -[c;g]hi l'-h è obbligatoria davanti a parole che iniziano per e- o i-: anch'io, anch'egli; mentre può essere anch'essa tolta davanti alle altre vocali o h: (durerebbe anch'oggi (Cantù), è anc'oggi una straduccia tortuosa e buia (Foscolo), o a h-: Nepote ho io di là c'ha nome Alagia, buona da sé (Dante), la vita ch'ho fatta io, o quella del principe, o di chi altro? (Leopardi).
Nessun problema danno invece le parole uscenti con altre vocali, che si elidono normalmente: poc'anzi, lung'Arno; possono invece sorgere seri dubbi quando si trovano di fronte a parole inizianti con e- o i-, in questi casi, decisamente rari, può ritenersi possibile l'aggiunta di una -h, come sembrano suggerire le grafie divise per lungh'essi, lungh'essa ecc.

|      | davanti ⟨a⟩; ⟨o⟩; ⟨u⟩ | davanti ⟨a⟩; ⟨o⟩; ⟨u⟩ | davanti ⟨h⟩ | davanti ⟨h⟩ | davanti ⟨e⟩; ⟨i⟩ | davanti ⟨e⟩; ⟨i⟩   |    |
| /g/  | gh'                   |                       | gh'         |             | gh'              | lungh'essi         | G  |
| /g/  | g'                    | lung'Arno             | g'          |             | -                | -                  | G  |
| /dʒ/ | -                     |                       | -           |             | g'               | fugg'egli          | G  |
| /k/  | ch'                   | anch'oggi             | ch'         | ch'ho       | ch'              | anch'io; anch'egli | C  |
| /k/  | c'                    | anc'oggi; poc'anzi    | c'          | c'ha        | -                | -                  | C  |
| /tʃ/ | -                     | *c'offrì              | -           | *c'ha       | c'               | fec'io; fec'egli   | C  |
| /sk/ | sch'                  |                       | sch'        |             | sch'             |                    | SC |
| /sk/ | sc'                   |                       | sc'         |             | -                | -                  | SC |
| /ʃ/  | -                     | -                     | -           | -           | sc'              |                    | SC |

- Con -gli /ʎ/ in questo caso l'elisione grafica è possibile solo con i-: gl'italiani, gl'indicai, quegl'indici, begl'ingegni; non è invece ammessa davanti ad altre vocali *begl'occhi, la cui grafia deve sempre essere begli occhi, che ammette pure la pronuncia elisa /bɛʎˈʎ ɔkki/.

### Grafema⟨h⟩
In italiano la ⟨h⟩ è una lettera cosiddetta "muta", cioè priva di un valore fonologico (anche se in alcuni casi può indicare un suono aspirato /h/, simile alla gorgia fiorentina), le cui principali funzioni sono oggi diacritiche e/o distintive.
Gli usi oggi ortograficamente normati sono:
1. come segno nei digrammi ch- e gh- per indicare C e G dura davanti a -e e -i;
2. come segno distintivo, di origine etimologica dal lat. hăbēre, nelle voci del verbo avere: ho, hai, ha e hanno, per distinguerle da: o (congiunzione), ai (preposizione articolata), a (preposizione semplice), anno (sostantivo).
3. nelle interiezioni, soprattutto primarie e monosillabiche. In questo caso non esiste una regola ferrea sul suo posizionamento, ma la consuetudine sembra comunque averlo codificato in base ad alcune sfumature:
  - all'inizio, quando sembra voler suggerire un suono aspirato, particolarmente nelle risate: ha ha (/ha ha/), he he (/hɛ hɛ/), ecc.
  - dopo la prima vocale nella maggior parte dei casi: ah, boh, eh ecc. ma anche ahi, ehi, ohi, ecc., e nei derivati ahimè (o ahimé), ohimè (o ohimé), ecc.
  - alla fine, per indicare la sfumatura esclamativa di alcune particelle grammaticali: mah, (raro cheh![6]), sostituendo nei troncamenti l'apostrofo finale: beh (be'), toh (to'), ecc.

La ⟨h⟩ la si trova in vari contesti:
- in alcuni cognomi italiani: Dahò, Dehò, De Bartholomaies, De Thomasis, Matthey, Pamphili, Rahò, Rhodio, Tha, Thei, Theodoli, Thieghi, Thiella, Thiglia, Tholosano, Thomatis, Thorel, Thovez;[7]
- in alcuni toponimi italiani: Dho, Mathi, Noha, Proh, Rho, Santhià, Tharros, Thiene, Thiesi, Thurio, Vho;[7]
- in latinismi d'uso comune: habitat, herpes, homo, humus, ecc. e locuzioni latine: ad hoc, ad honorem, horror vacui, ecc;
- nei derivati da parole straniere: hockeista, hobbistica ecc., dove solitamente il suono aspirato iniziale si è perso con l'italianizzazione della pronunzia e quindi anche la h può essere omessa in una grafia completamente italianizzata.

### Grafema⟨i⟩fonologico, diacritico e ortografico
Nell'ortografia italiana la I può essere considerata la lettera più poliedrica, viste le funzioni fonologiche e grafiche assunte. Senza alcuna pretesa d'ufficialità, possiamo distinguerne 3 valori:
1. fonologico, quando rappresenta la vocale /i/, o la semiconsonante /j/ quando è seguita da un'altra vocale (e non rientra nel caso 2) e non è tonica.
2. diacritico, quanto concorre a formare digrammi e trigrammi: ci- (/tʃ/), gi (/dʒ/), sci- (/ʃ/) davanti a -a, -o, -u, e gli (/ʎ/) davanti a -a, -e, -o, -u; talvolta però ha comunque valore fonologico (ove l'accento tonico cada sulla i): farmacìa /farmaˈtʃia/, bugìa /buˈdʒia/, scia /ˈʃia/
3. ortografico, quando non è fonologicamente o diacriticamente motivata nei nessi cie (/tʃe/~/tʃɛ/), gie (/dʒe/~/dʒɛ/), scie (/ʃe/~/ʃɛ/), gnia (/ɲa/), ma comunque necessaria per la corretta scrittura della parola, cioè per la sua ortografia, per ragioni storiche, etimologiche o morfologiche.

Sotto l'aspetto ortografico il caso più interessante è soprattutto quest'ultimo, le cui problematiche vengono presentate nello specchietto sottostante.
| Regole grammaticali      | Plurali femminili in -cie e -gie              | Le parole femminili in -cia e gia atone fanno il plurale in -cie e -gie se sono precedute da una lettera vocalica, altrimenti perdono la I. (vedi plurale delle parole in -cia e -gia). Il fenomeno è fondamentalmente etimologico - la I rimane solo nei casi in cui era presente nell'etimo latino -, ma con la successiva semplificazione introdotta dalla regola empirica ora è diventato più un fatto d'ordine grammaticale, che non solamente etimologicamente motivato. |
| Regole grammaticali      | Voci verbali in -gniamo e -gniate             | Rispettivamente alla 4ª persona del presente indicativo (sogniamo), del presente congiuntivo (spegniamo), e alla 5ª del presente congiuntivo (insigniate), quando il rispettivo tema verbale finisce in -gn- (sognare, spegnere, insignire). La norma tradizionale prescrive il mantenimento della -i- per una questione di uniformità rispetto alle desinenze (-iamo; -iate) degli altri verbi, tuttavia anche le grafie senza (sognamo, spegnamo, insignate) sono largamente diffuse e presenti nella tradizione letteraria, e quindi accettate. |
| Regole grammaticali      | Suffissi -iere, -iera, -iero                  | I non etimologica, di derivazione dal francese -ier dal latino -arius, fa parte integrante dei suffissi -iere (-iero), che designa principalmente professione, e -iera, che designa invece principalmente contenitore. Benché sia sempre preferibile e maggiormente usata la grafia con la -i-, per alcune parole sono presenti anche varianti senza: corrette ma poco comuni. Non essendo etimologica nelle parole derivate o alterate la -i- tende a scomparire, specie se l'accento si sposta. - arciere, artificiere, bilanciere, †bracciere, braciere, crociere, dolciere, fabbriciere, granciere, †grasciere, lanciere, paciere, pasticciere, ranciere, rosticciere, usciere, velacciere; archibugiere, †bramangiere, †foraggiere. - aranciera, arciera, cartucciera, crociera, dolciera, micciera, panciera, pesciera, torciera, vinacciera, archibugiera, formaggiera, gorgiera, raggiera. - conciero; orologiero, poggiero. NB: si scrive senza i ingegnere anche se deriva dal suffisso -(i)ere |
| Analogia con altre forme | cieco e cielo                                 | Non si tratta di una I etimologica, derivando dagli etimi latini cæcus e cælum, ma di un residuo del passaggio dal latino al volgare (-æ- > -ie-), non assorbitosi graficamente così come avvenuto nella pronuncia, e come invece è avvenuto in altre parole (gielo > gelo). Nei derivati però tende a sparire, specie se fuori d'accento. Entrambe le parole hanno inoltre un potenziale omografo: ceco (abitante della Rep. Ceca) e celo (voce del verbo celare); questo probabilmente ha influito sul suo mantenimento. Nei derivati, come già detto, la I tende a scomparire, ma tale tendenza varia caso per caso: - nelle parole composte, dove la composizione è evidente, si mantiene la grafia originale: sordocieco, moscacieca, grattacielo, capocielo, paracielo, mezzocielo, sopraccielo. - ciecamente è la grafia nettamente predominante, e quindi quella preferibile per l'avverbio di cieco; ma cecamente non è errato. - cecale, accecare, accecatore, †incelare sono le grafie considerate preferibili, tuttavia nei verbi viene ammesso -cie- nelle voci rizotoniche, in ossequio alla regola del dittongo mobile, pur non trattandosi di un reale dittongo. |
| Etimologia               | Parole in -ciente/-cienza                     | La I è etimologica, derivante da parole con etimo in -cientis e -cientia, e quindi rimane anche in tutte le parole ottenute per derivazione, composizione e alterazione: - deficiente/deficienza (in)deficiente(mente)/-nza, immunodeficienza - sufficiente/sufficienza (auto/in)sufficiente(mente)/-nza, ' - cosciente/coscienza (auto/in/sub)cosciente(mente)/-nza, coscienzioso(-(a)mente/-ità)/-ale(-ismo) - efficiente/efficienza (co/in)efficiente(mente)/-nza, efficientare/-ismo/-ista(-ico) - sciente/scienza nel senso di 'conoscenza' (ne/onni/pre/in)sciente(mente)/-nza - scienza (para/fanta/pseudo/neuro)scienza/-(t)ifico(-(a)mente/-ità), scienziato, scientismo/-ista(-ico)/-izzazione/-ologia - prospiciente, proiciente, proficiente, calefaciente NB: si scrivono senza i: beneficente/enza, conoscente/enza, magnificente/enza, maleficenza, munificente/enza, onorificenza. |
| Etimologia               | Alcuni verbi in -[c;g]iare                    | In alcuni verbi in -ciare e in -giare, nelle scritture più ricercate o antiquate, la -i- può essere mantenuta, perché motivata etimologicamente, anche davanti alle desinenze inizianti per e-, dove invece di norma andrebbe tolta. Ciò riguarda le voci del futuro semplice (annuncierò) e del condizionale presente (annuncierei), nei seguenti verbi: annunciare, associare, commerciare, consociare, contagiare, cruciare, denunciare, dissociare, effigiare, elogiare, emaciare, enunciare, inficiare, officiare, plagiare, prestigiare, privilegiare, rinunciare, sfiduciare. Si tratta di grafie estremamente rare, antiquate e latineggianti (perché rifacentisi all'etimo), per cui oggi facilmente tacciabili di agrammaticità e dunque non consigliabili in scritti formali. |
| Etimologia               | effigie, specie, superficie, società e igiene | La I è etimologica, derivando direttamente dagli etimi latini effigies, species, superficies; la norma ne prevede quindi il mantenimento (anche nei derivati: fattispecie, aviosuperficie, ecc.), pur, tuttavia, essendoci attestazioni letterarie anche di grafie come: effige, spece e superfice (le prime due addirittura usate da Dante in rima (Par XXXI. 77, XXXIII 131; I. 57)). Si possono ricordare in questa categoria anche macie (macilenza) e facie (aspetto). La I è etimologica, dal latino societātis e hygienem (a sua volta dal greco hygieinḗ), quindi rimane anche in tutte le parole, derivate, composte o alterate. - societario, socievole, socievolezza - (ant)igienico(-ità), igienista, igienizzare |
| Grafie antiquate         | Grafie antiquate                              | Sono antiquate, perché hanno perso col tempo la -i- non etimologica, le seguenti grafie: - derivano da più antiche forme in -ggiere con adattamento del suffisso -iere > -iero, che nel corso del '900 hanno perso la -i- per probabile perdita della coscienza del suffisso originario: (caval)leggiero > (caval)leggero foraggiero > foraggero leggiero > leggero messaggiero > messaggero passeggiero > passeggero ruggiero > ruggero - deriva dal latino gĕlu con dittongazione da -ĕ- a -ie-: gielo > gelo |

Sempre dal punto di vista ortografico può essere interessante segnalare che le parole terminanti in -io (atono) possono avere una grafia plurale alternativa in -î o -ii, la cui pronuncia però è sempre /i/ semplice. (vedi Plurale delle parole in -io)

### Grafema⟨n⟩prima di⟨b⟩e⟨p⟩
In italiano la nasale preconsonantica prima di una bilabiale (b o p) è sempre pronunciata /m/ - perché le nasali preconsonantiche sono omorganiche col fonema successivo - e quindi di regola rappresentato con la lettera m.
Tuttavia esiste un esiguo numero di parole che invece presentano i nessi grafici -nb- o -np- (pronunciati comunque /mb/ o /mp/): panpepato, prunbianco, benpensante. Si tratta per lo più di univerbazione dove il processo di adattamento grafico non è ancora avvenuto perché trattasi di formazioni troppo recenti o poco usate, specie nell'ambito scritto, oppure perché è ancora avvertita dai parlanti la forma originaria di locuzione, ma coesistono di solito anche con grafie fonologicamente più corrette, pampepato, oppure staccate, ben pensante.
Lista di parole con -np- tratte dal Gradit:
benparlante, benpensante, benpensatismo, benportante, dorminpiedi, granpriorato, granpriore, monpulcianese, nonpertanto, nonpossa, panpepato, panperso, panplegia, panporcino, panpsichismo, sanperino*, sanpetronio, sanpierota, sanpietrino*, ecc.
Lista di parole con -nb-:
granbestia, nonbelligeranza* panbabilonismo, panbeozie, panbiscotto, prunbianco, sanbabilino, sanbernardo, sanboviano, ecc.

### Grafemi⟨q(u)⟩e⟨c(u)⟩
La q viene definita da Serianni un grafema «sovrabbondante», avendo lo stesso valore fonetico di c, /k/, ma con forti limitazioni ortografiche nell'uso:
- deve sempre essere sempre seguita da u (semiconsonantica /w/) più un'altra vocale (a, e, i, o), costituendo un nesso il cui valore fonologico è sempre /kw/ + vocale;
- per indicarne il grado intenso si usa il nesso -cq(u)- (/kk(w)/): acqua;
- come doppia -qq(u)- è ammessa solo in: soqquadro, beqquadro (o biqquadro) e derivati.

L'identità fonologica di q e c può creare diversi dubbi sull'ortografia delle parole, non essendoci una regola che permetta la predicibilità dell'uso di uno o dell'altro grafema, questo perché la q ha praticamente motivazione etimologica, cioè è presente laddove era presente pure in latino.
Inoltre in italiano è molto più frequente la sequenza -qu+vocale- che non -cu+vocale-, sicché è molto semplice dare indicazioni su quando va usata la c dando per scontato che in tutti gli altri casi si usa la q:
| Dal latino <cŏ> accettato, in sillaba aperta | /kw/ | scuola, cuore, cuoio e cuoco | Tutti casi di dittongazione da -ŏ- (etimi schŏla, cŏr, cŏrium, cŏcus) in -uò- (/wɔ/). Ne esiste una variante popolare o poetica non dittongata: scola, core, coio e coco, ma il dittongo permane anche nei derivati, alterati e composti, anche se a volte tende a scomparire se sono fuori d'accento. - autoscuola, doposcuola, scuolabus, ecc. - batticuore, crepacuore, cuoriforme, malincuore, rubacuori, ecc.; (r)incuorare - capocuoco, sottocuoco, ecc.; (s)cuoce, ricuocere, ecc. - cuoiaceo, cuoiaio, cuoiame, cuoieria, scuoiatore, scuoiamento, scuoiatura, semicuoioecc.; discuoiare, incuoiare, scuoiare I verbi derivati: (r)inc(u)orare; disc(u)oiare, inc(u)oiare, sc(u)oiare, tutti regolarmente coniugabili con -uo-, possono ammettere -o- semplice nelle voci rizoatone in ossequio alla regola del dittongo mobile. |
| Dal latino <cŏ> accettato, in sillaba aperta | /kw/ | Verbi in -cuotere e -cuocere | Questi verbi solitamente lemmatizzati: scuotere, riscuotere, percuotere, ripercuotere; cuocere, scuocere, stracuocere, ecc. presentano nella coniugazione dittongo -uo- nelle voci con -t- o -c- nella radice, ma può diventare -o- semplice se non colpito da accento. |

| <u> accentata                                | /ku/ | vacùolo, circùito e derivati                                            | Si scrivono sempre con la C: - vacùolo (derivante da vacuo) e i suoi derivati: vacüoma, vacüolare, vacüolizzare, vacüolizzato, vacüolizzazione; vacüometro, vacüoscopio, vacüostato ecc. - e circùito e i suoi derivati: circüitale, circüitazione, circüiteria; cortocircüito, cortocircüitare, microcircüito, provacircüiti, ecc. |
| Dal latino <cuō>, <cuum>                     | /ku/ | cospicüo, (in) nocüo, perspicüo, proficüo, promiscüo, traspicüo e vacüo | Sono parole provenienti dal latino il cui etimo terminava in -cuus; diversamente dagli altri esempi, stando alla fonologia normativa dell'italiano, non ci si trova di fronte a un dittongo /wo/, ma a uno iato /uo/. E sempre di fronte a iato ci si trova nei suffissati in -ità (vacüità), /ui/, o in -amente (vacüamente), /ua/; e altri come: vacüometro, vacüoscopio, vacüostato, vacüista. NB: Si scrivono con -quo finale le seguenti parole, derivanti dal latino -quus: equo, iniquo, obliquo, ubiquo e le parole in -loquo (ventriloquo, ecc.). Si scrive con -cqui anche piacqui dal latino PLACŬI |
| Ultima lettera delle radici di forme verbali | /ku/ | I verbi acüire, arcüare, circüire, evacüare e derivati                  | Si scrivono con la C anche i presenti verbi che giungono dal latino praticamente inalterati (eccetto acüire da acuĕre) e i loro derivati - acüito, acüità, acüizione - arcüato, arcüatura - circüìto, circüitore, circüizione, circüimento - evacüato, evacüatore, evacüativo, evacüazione, evacüamento. |
| Derivati dal latino <cu>                     | /ku/ | cui, lacüale, taccüino                                                  | Si scrivono infine sempre con la c e non la q: - cui (/ˈkui/) pronome - da non confondere con qui (/kwi/) - lacuale (/lakuˈale/) aggettivo per 'del lago' - da non confondere con la quale (/la ˈkwale/) - taccüino unica parola con -cc- prima di u + vocale. |

Analogamente la ⟨u⟩ in ⟨gu⟩ non è pronunciata come semiconsonante /w/ nei seguenti casi
| Dal latino <guō>, <guum>                     | /ɡu/ | ambigüo, attigüo, contigüo, esigüo, irrigüo | Sono parole provenienti dal latino il cui etimo terminava in -guus; diversamente dagli altri esempi, stando alla fonologia normativa dell'italiano, non ci si trova di fronte a un dittongo /wo/, ma a uno iato /uo/. |
| Ultima lettera delle radici di forme verbali | /ɡu/ | argüìre, disambigüare                       | Si pronunciano con uno iato anche i presenti verbi che giungono dal latino praticamente inalterati e i loro derivati: argüire, redargüire, disambigüare. NB: Si pronunciano con un dittongo: i verbi che in latino erano scritti con ⟨ng⟩ come: impinguare, languire, dissanguare, distìnguere, estìnguere; e i verbi che in latino erano scritti con ⟨q⟩ come: adeguare, dileguare, seguire, eseguire. |

### Grafemi⟨-z-⟩e⟨-zz-⟩
Un'altra delle maggiori difficoltà ortografiche dell'italiano è la resa grafica della z intervocalica, che, come è già stato detto, in tale posizione è sempre di grado intenso ma può essere resa sia con la lettera scempia -z- sia doppia -zz-.
| Pronuncia     | /ts/ | /dz/ |
| Finenti in    | -azza; -azzare; -azzera; -azzo; -azzone; -azzoso; -ezza; -ezzale; -ezzare; -ezzato; -ezzo; -ezzola; -ezzolo; -ezzoso; -izza; izzare; -izzato; -izzo; -izzone; -izzoso; -ozza; ozzare; -ozzo; -ozzone; -uzza; -uzzare; -uzzata; -uzzino; -uzzo; -uzzolo | -azzurro; -ezza; -ezzale; -ezzare; -ezzato; -ezzo; -izza; -izzante; -izzare; -izzato; -izzo; -izzone; -izzone                                                                             |
| Con la radice | accozz-; aizz-; altezz-; amazz-; ammezz-; arazz-; attrezz-; barbazz-; bazz-; bizzoc-; bozz-; brizz-; brozz-; bruzz-; buzz-; capezz-; carrozz-; cazz-; chiazz-; corazz-; cozz-; drizz-; erbazz-; fazz-; giannizz-; gorgozz-; gozz-; guazz-; incazz-; lezz-; lizz-; mezz-; minuzz-; mondezz-; mozz-; olezz-; pazz-; pezz-; piazz-; pizz-; polizz-; pozz-; prezz-; puzz-; quizz-;ragazz-; razz-; rezz-; riacozz-; riattizz-; riavezz-; riazz-; rizz-; rozz-; ruzz-; sbizz-; sbozz-; scazz-; schizz-; sciocchezz-; scozz-; sezz-; sgozz-; sguazz-; smozz-; sozz-; spazz-; spezz-; spiazz-; sprezz-; spruzz-; stazz-; stozz-; strizz-; strozz-; svezz-; svizz-; tazz-; terazz-; tizz-; tozz-; uzz-; vezz-; zazz- | azz-; azzurr-; battezz-; bazz-; bizz-; brezz-; buzz-; chiozz-; derizz-; lazzar-; lezz-; mezz-; nizz-; olezz-; orizz-; razz-; riazz-; rozz-; ruzz-; sbizz-; sgrabuzz-; smezz-; suzz-; uzz- |

Di seguito verrà presentato un quadro, il più completo possibile, di quando la zeta intervocalica è scritta scempia -z-, dando per scontato che in tutti gli altri casi sia invece doppia.
1. la z è scempia, in mezzo o in fin di parola, nei seguenti nessi: zia, zie, zio, ziu, con le eccezioni dei seguenti derivati:
  - aggettivi in -iano, derivanti da personaggi o luoghi:
fantozziano, gozziano, guerrazziano, pestalozziano, rattazziano; milazziano;
  - parole in -iere/-iera:
arazziere, battezziere, biscazziere, capezziera, carrozziere, capezziera, corazziere, gavazziere, mazziere, razziera, tappezziere, strozziere, terrazziere;
  - parole in -ìo:
frizzio, guazzio, scarozzio, schiamazzio, sghignazzio, sguazzio, singhiozzio, spennazzio, starnazzio, svolazzio;
  - Derivati di cazzo, mazzo, razza:
cazziare, cazziatone, cazziata; mazziare, mazziato; razziale, razzialmente;
  - Razzìa e pazzìa e loro derivati: razziare, razziatore; pazziare; ecc.
2. la z è scempia, in mezzo o in fin di parola, nei seguenti nessi: zoo e zoi, con le eccezioni dei seguenti derivati:
  - Derivati di cazzo, mazzo, razza e pazzìa:  pazzoide; ecc.
3. in parole composte o prefissate in cui la seconda parola inizia per z-: capozona, rizappare, ecc.
4. in diversi prefissoidi (nazi-, rizo- schizo-, azeo-, azo-, diazo-, idraz- orizo-, piezo-) e suffissoidi (-riza –mizide, -mizo –rriza –zigote –azina -zima).
5. nella radice di alcune parole, tra le più comuni: azimut, azalea, Azerbaigian, azero, azolla, azoto, bazar(-orio), bizantino, calaza, coniza, coriza, dazebao, gazebo, lazulite, lazurite, lazo, mazurca, mesozona, mezereo, monazite, Mozambico, mozarabico, mozartiano, nazareno, nazireato, nazireo, nazismo, neozelandese, ozono, perizoma, rizoma, scazonte, sinizesi, sizigia, spinozismo, trapezista, trapezita, Venezuela.

### Le lettere straniere
Vengono considerate lettere straniere i grafemi j, k, w, x e y, poiché nell'attuale grafia dell'italiano tali lettere compaiono per lo più in parole di origine straniera. Vi è però da dire che j, k e x erano presenti anche nel latino, che in passato hanno fatto regolarmente parte dell'ortografia italiana e che anche attualmente sono usate nei toponimi e negli antroponimi italiani.
- La lettera j è stata fino agli inizi del novecento regolarmente usata nella grafia italiana per indicare:
  1. la i semiconsonantica /j/ in posizione iniziale, Jugoslavia, o intervocalica, notajo, ma mai postconsonantica (*bjanco);
  2. il plurale maschile delle parole terminanti in -io: studio → studj.

Oggi la j sopravvive come iniziale in diversi toponimi, Jugoslavia, Jesolo ecc., o antroponimi Jacopo, Jolanda, ma sempre più spesso si trova rimpiazzata dalla i per grafie più moderne: Iugoslavia, Iacopo, ecc. Sopravvive, invece, ancora stabilmente nei nomi esotici, Jago, e nei cognomi, sia come iniziale sia in mezzo: Scajola.
Nella maggior parte dei forestierismi acclimatati nell'italiano (di origine inglese: jazz, jeans, jeep ecc.; francese: abat-jour, déjà-vu ecc.; giapponese: judo ecc.) ha valore [dʒ] oppure [ʒ]. Ciò è alla base della doppia pronuncia odierna della parola junior: alla latina /ˈjunjor/ o semi-adattata all'inglese /ˈdʒunjor/, di cui solo la prima è quella caldeggiata e corretta essendo la seconda uno storpiamento dell'inglese /ˈdʒuːnɪər/.
- La lettera k, con valore /k/, venne ereditata dal latino nella prima ortografia dell'italiano antico — così come testimoniano le prime testimonianze di volgare: i Placiti di Capua — per poi essere dimenticata fino alla seconda metà del '900, quando tornò in voga con valore iconico negativo nella pubblicistica dei movimenti di protesta, come espressione di «ostilità e disprezzo»[15], ad esempio kapitale, maskio, ecc.
Oggi la k si trova solo nelle parole d'origine straniera: bikini, koala, o derivazioni, rockettaro, ma può essere sostituita da c (coala) o ch- (bichini, rocchettaro) per dar vita a grafie totalmente italianizzate in parole acclimatate.
- La lettera w ha valore oscillante tra /v/ e /w/, (talvolta /u/); anche se nelle pronunce straniere originarie ha quasi sempre valore semiconsonantico, in italiano è decisamente netta la tendenza a trasformarla in consonante — anche graficamente sostituendolo con v —, ma la situazione varia caso per caso:
  - ci sono casi di pronuncia oscillante: kiwi /ˈkiwi/ o /ˈkivi/ (anche kivi o chivi); hawaiano /awaˈjano/ o /avaˈjano/;
  - in principio di parola ha quasi costantemente valore /v/: water /ˈvater/, walzer /ˈvaltser/, wafer /ˈvafer/, wattora /vatˈtora/, fanno eccezione le parole che sono ancora sentite come straniere: welfare /ˈwɛlfer/;
  - interessante caso è la pronuncia del nome di Wikipedia, che presenta varie interpretazioni: sebbene teoricamente in italiano vada resa con /v/ — quindi /vikipeˈdia/ — molto comuni sono le versioni con /w/.
- La lettera x ha valore biconsonantico /ks/ (talvolta [ɡz] in posizione intervocalica); si trova perlopiù in parole e locuzioni latine, nella particella latina ex, in parole d'origine inglese (mixer, texano), in voci dotte di derivazione greca e in diversi prefissi (auxo-, coxo-, maxi-, maxillo-, mixo-, extra-, toxo-, xanto-, xeno-, xero-, xifo-, xilo-, uxor-), nella toponomastica italiana (Arbatax, Cixerri e altri casi). Non mancano casi in cui è sostituita dal nesso -cs- (fucsi(n)a > fuxi(n)a, facsimile > faxsimile), ma anche casi in cui essa è sostituita da -s- (extra- > estra- o stra-) o -ss- (taxi(sta) > tassi(sta), saxofono(-ista) > sassofono(-ista), texano > tessano). Inoltre è presente anche in diversi cognomi (Craxi, Bixio, ecc.) e toponimi, tuttavia nell'Italia meridionale spesso può avere valore di fricativa /ʃʃ/, come in catalano, mentre in Sardegna (Puxeddu, Murxa) corrisponde a [ʒ].
- La lettera y ha valore /i/ (ma in parole d'origine inglese può anche avere valore /ai/: bypassare); è presente in diverse parole d'origine inglese o di uso internazionale (authority /auˈtɔriti/, bye-bye /baiˈbai/, body /ˈbodi/, brandy /ˈbrɛndi/, bypass /baiˈpas/, city /ˈsiti/, coyote /koˈjɔte/, derby /ˈderbi/, floppy disk /flɔppiˈdisk/, gay /ˈɡɛi/, geyser /ˈɡaizer/, hippy /ˈippi/, hobby /ˈɔbbi/, yoga /ˈjɔɡa/, yogurt /ˈjɔɡurt/, lobby /ˈlɔbbi/, pony /ˈponi/, rally /ˈrɛlli/, rugby /ˈrɛɡbi/ o /ˈraɡbi/, sexy /ˈsɛksi/, spray /ˈsprai/, ecc.), ed è in voga nei diminutivi: Mary /ˈmɛri/, Tony /ˈtoni/, Bobby /ˈbɔbbi/, ecc.
Non mancano casi in cui viene sostituita da i: coyote > coiote, Paraguay > Paraguai, ecc.; e addirittura con ai: bypassare > baipassare, byroniano > baironiano.

## I segni paragrafematici dell'italiano
Nella scrittura dell'italiano alcuni caratteri speciali o modificati vengono obbligatoriamente usati in aggiunta ai 21 caratteri di base dell'alfabeto latino, ai 5 caratteri usati prevalentemente per la scrittura di parole straniere e ai segni di punteggiatura. Rientrano in questa categoria gli accenti grafici riportati su alcune vocali e gli apostrofi, ma anche i criteri di uso delle maiuscole o minuscole e quelli di divisione delle parole.

## L'accento grafico
Gli accenti grafici attualmente presenti nell'ortografia italiana sono due o tre:
- accento grave (`) presente sui suoni vocalici più aperti à (/a/), è (/ɛ/) ò (/ɔ/), ma si trova normalmente pure su ì (/i/) e ù (/u/) anche se sono vocali "chiuse".
- accento acuto (´) che segnala i suoni vocalici più chiusi, o meglio dal timbro più chiuso, é (/e/) e ó (/o/), e nelle grafie più ricercate í e ú.
- il circonflesso (ˆ) oggi possibile solo sulla î e in determinate parole, è tipico di un tipo di grafia piuttosto ricercata o specialistica e non ha alcuna valenza prosodica; un tempo invece era possibile anche sulle altre vocali (â, ê, ô, û), ma perlopiù in ambito poetico e con finalità distintive o per indicare la contrazione di una parola.

In italiano, l'accento grafico può essere segnato soltanto sulla vocale su cui cade l'accento tonico della parola, e il suo uso può essere obbligatorio, così come accade in fine di parola, o opzionale, come avviene in mezzo alla parola generalmente per ragioni distintive.
Fino a qualche decennio fa si usava soltanto l'accento grave (`), perché, come spiega Migliorini, "gli stampatori del Cinquecento avevano seguito una norma ricalcata sul greco: accento acuto all'interno della parola, accento grave alla fine. Ma siccome nel corpo della parola l'accento non s'usava quasi mai, l'accento più frequente era il grave".
Più di recente, invece, si è approfittato, grazie anche al progresso tecnico, dell'esistenza di entrambi i segni grafici, per indicare anche nella scrittura la differenza di timbro tra le vocali chiuse é (/e/) ed ó (/o/) e quelle aperte è (/ɛ/) e ò (/ɔ/).
Sulle lettere e, o, perciò, la norma ortografica oggi in vigore (e codificata nel 1967 dall'UNI, Ente nazionale di unificazione) richiede di usare l'acuto se la vocale è chiusa (come in perché), il grave se la vocale è aperta (come in cioè).
Sulla a si usa invece solo l'accento grave, à (come in carità)
Sulla i e u si usa generalmente l'accento grave ì (come in partì), ù (come in virtù), anche se una corrente minoritaria sostiene e predilige l'uso dell'acuto í e ú.
I fautori dell'acuto su i e u (come il fonetista Luciano Canepari) giustificano la propria posizione con il fatto che le vocali i e u sono chiuse per loro natura.
A questo sistema s'attenne nell'Ottocento Carducci, e ancor oggi vi si attengono alcune case editrici, come l'Einaudi.
I sostenitori dell'uso più comune (più numerosi anche tra linguisti e filologi: Sensini, Camilli, Migliorini, Fiorelli, Serianni, ecc.) affermano invece l'inutilità di abbandonare il grave per l'acuto quando non ci sia nulla da distinguere, com'è il caso delle tre lettere a, i, u, ognuna delle quali simboleggia un solo suono vocalico.
(Migliorini, op. cit., pag. 33)
L'uso di ì, ù (col grave) è raccomandato anche dal prestigioso Dizionario d'ortografia e di pronunzia, e dalla già citata norma dell'UNI. Anche sulle tastiere italiane delle macchine da scrivere e dei computer si trovano di regola solo ì e ù.

### Accento in fin di parola (obbligatorio)
L'accento grafico è obbligatorio sulla vocale finale della parola:
- sui polisillabi (cioè sulle parole di almeno due sillabe): città, cioè, perché, così, però, ahó, Perù;
- sui monosillabi terminanti con due grafemi vocalici (a, e, i, o, u), sia dove questi rappresentano un dittongo ascendente, come in piè (/pjɛ/), più (/pju/), può (/pwɔ/), sia dove la lettera i è un puro segno diacritico, cioè muto, come in ciò (/tʃɔ/), già (/dʒa/), giù (/dʒu/). Solo qua e qui fanno apparente eccezione, non volendo mai l'accento[19].
- su determinati monosillabi, con valore distintivo: dà (indicativo di dare), dì ("giorno"), ché ("poiché, affinché"), è (voce del verbo essere), là e lì (avverbi di luogo), né (negazione), sé (pronome), sì (affermazione), tè (bevanda).

Per quanto riguarda la scelta tra accento grave e acuto si ricorda che:
1. In italiano la o tonica finale è praticamente sempre aperta, quindi di fatto si usa solo l'accento grave ò (parlò, canterò, oblò, però, perciò, ecc.); per questo motivo il carattere ó manca alle comuni tastiere italiane. Rarissime le eccezioni: l'interiezione romanesca ahó pronunciata [aˈo][20], ma si trova scritta anche ahò (come nel titolo del libro di Francesco Totti «Quando i bambini fanno "Ahò"»); le grafie metró[21] e a gogó[22], rifacentisi alle pronunce francesi con o chiusa [meˈtro] e [a ɡoˈɡo] delle originali métro e à gogo, accanto alle forme metrò[23] e a gogò[24] con relativa pronuncia aperta[25].
2. La é sui composti di che (affinché, benché, cosicché, finché, giacché, macché, nonché, perché, poiché, purché, sicché, ecc.); i composti di tre (ventitré, trentatré, centotré, ecc.); i composti di re (viceré, interré); i monosillabi né ("e non") e sé (pronome personale); le terze persone singolari del passato remoto in -é (poté, credé) con l'eccezione di diè e stiè; altre parole come scimpanzé, nontiscordardimé, mercé, testé, fé (per fece e per fede), affé, autodafé, ecc.
3. La è per la voce del verbo essere è e il suo composto cioè; per altre parole, soprattutto d'origine straniera o non recenti: ahimè (e ohimè, ma anche ahimé e ohimé), diè e stiè (antiquati o letterari per diede e stette), piè (per piede), tè e caffè, bebè, uè, evoè, coccodè, canapè, tupè, croscè, buffè, cabarè, gilè, relè, lacchè, ramiè, musmè, macramè, narghilè, Noè, Mosè, Giosuè, Salomè, ecc.

### Accento all'interno della parola (opzionale)
L'accento grafico è opzionale all'interno della parola, dove l'uso è motivato da ragioni d'ordine fonologico o distintive sugli omografi.
Sono principalmente ragioni fonologiche quando si vuole indicare al lettore la pronuncia della parola, grossomodo nei seguenti casi:
- in parole insolite o inventate, in cognomi, neologismi, arcaismi, ecc., di cui si può ritenere opportuno indicare al lettore l'esatta pronuncia: si pensi a Pirandello nella novella La patente, che scrive "Chiàrchiaro" per indicare la pronuncia sdrucciola del cognome del protagonista;
- in parole estremamente rare o tecnicismi, di cui si pensa che il lettore non conosca la corretta pronuncia, specie se non è piana;
- in parole d'uso comune, di cui però si sbaglia spesso la pronuncia e dunque se ne vuole rimarcare quella corretta: ad es. la parola rubrìca, spesso pronunciata rùbrica;
- in parole con più pronunce possibili, se se ne vuole suggerire al lettore una in particolare, ad es. frùscio o fruscìo[26].

### Il circonflesso
In italiano il circonflesso non dà alcuna indicazione fonologica (come invece può accadere in alcune ortografie dialettali), ma segnala semmai l'avvenuta contrazione della parola, ed è anche ormai quasi del tutto scomparsa la coscienza di questo fatto. L'uso del circonflesso all'interno dell'ortografia italiana comunque può essere così sintetizzato:
1. Sulle î finali dei plurali delle parole in -io (vario > varî) per segnalare la contrazione della antica grafia con doppia -ii (varii /ˈvari/), oggi comunque rimpiazzata da -i, semplice perché più rispondente sotto il profilo fonologico. Oggi tale uso sopravvive solo nelle scritture ricercate, o per vezzo, o per fini disambiguanti (principi /ˈprintʃipi/ vs principî /prinˈtʃipi/), o nei linguaggi tecnici, sempre per esigenze di maggior chiarezza (condomini pl. di condomino, condominî pl. di condominio); è più comune però che, senza ricorrere a scritture ricercate, queste ambiguità vengano risolte dalle grafie prìncipi, princìpi, condòmini e condomìni.
2. Nella lingua poetica segnala la contrazione di una parola per distinguerla dalle omografe: fûr per furono, côrre per cogliere, tôrre per togliere, ecc.
3. Con uso estremamente raro, può distinguere su parole omografe e omofone quella usata più raramente (vôlta, come 'arco', volta come 'momento; turno'), tuttavia anche in questi casi si preferisce solitamente utilizzare l'accento normale (vòlta).

## L'apostrofo
In italiano l'attuale norma ortografica prevede l'uso dell'apostrofo in presenza di tre fenomeni linguistici:
1. l'elisione, dove è obbligatorio,
2. alcuni casi di troncamento,
3. alcune forme di aferesi.

Come già detto con l'elisione l'uso dell'apostrofo è obbligatorio, e in alcuni casi è addirittura fondamentale per distinguerla dal troncamento e definire il genere delle parole, si pensi al caso di un artista maschile e un'artista femminile. In altri casi invece è fonte di alcuni dei più comuni errori ortografici per la sua erronea presenza, come "qual'è" o tal'è (la grafia corretta è sempre qual è e tal è), oppure mancanza, come in "pover uomo" (la grafia corretta è pover'uomo), casi per cui comunque a volte vi sono divergenze di opinioni fra i linguisti.
L'uso, inoltre, soprattutto scolastico, di considerare come errore l'apostrofo in fin di rigo, è una norma destituita di qualsiasi fondamento grammaticale, trattandosi invece di una consuetudine puramente tipografica, oggi desueta, quella di andare a capo o con la parola intera o spezzandola secondo l'uso di sillabazione, in quanto ritenuta esteticamente sgradevole la presenza di un apostrofo isolato in fin di rigo.
La diffusione di tale falso errore, una volta fortemente stigmatizzato nelle scuole dell'obbligo, va oggi ridimensionandosi grazie al fatto che nel linguaggio stampato si sono ricominciati ad ammettere "a capo" del tipo dell'/oro.
Nel troncamento oggi l'apostrofo viene usato soltanto in un ristretto numero di casi - in passato più numerosi -, dove tra l'altro può dirsi obbligatorio solo in una minima parte, essendo spesso ampiamente attestate anche grafie alternative.
1. Apocope vocalica: si usa l'apostrofo per indicare la caduta della vocale finale di alcuni monosillabi uscenti per dittongo discendente, tra cui si annoverano i seguenti casi:
  - i quattro imperativi: da', fa', sta' e va', rispettivamente apocopi di dai, fai, stai e vai; forme, queste ultime, allotropiche e omofone alle originali dà, fa, sta e va. Le prime grafie sono, però, caldeggiate dai linguisti essendo invece le ultime confondibili con le rispettive terze persone dell'indicativo presente. Si può ricordare come curiosamente questi quattro imperativi siano quelli degli unici quattro verbi (base) irregolari della prima coniugazione, e che grafie apostrofate (rifa', sfa', ecc.) sono caldeggiate anche per gli imperativi dei verbi derivati in luogo di quelle accentate (ridà, sfà, ecc.) per il medesimo motivo;
  - le forme letterarie e desuete delle preposizioni articolate: de', a', da', ne', co', su', pe', tra'/fra' e degli aggettivi que' e be', rispettivamente apocopi di dei, ai, dai, nei, coi, sui, pei, trai/frai e quei, bei, tutte varianti posizionali in uso che la norma prevede per quei casi in cui si userebbe l'articolo i.
2. Apocope sillabica: si usa l'apostrofo per indicare la caduta della sillaba finale, quando lascia un troncamento uscente per vocale, tra cui annoveriamo i seguenti casi
  - l'imperativo di', apocope diretta della corrispondente forma imperativa latina dic, scritto anche dì; anche in questo caso, viene caldeggiata la forma con l'apostrofo per evitare l’altrimenti omonimia con dì ‘giorno’;
  - negli avverbi: po' e a mo' di, rispettivamente apocopi di poco e modo;
  - nelle interiezioni be', te', to', va', ve' rispettivamente apocopi di bene, tene (tieni), togli (col valore di prendi), varda (guarda) e vedi, tutte esclamazioni che si sono anche un po' distaccate dal loro valore originari, spesso iussivo, e per le quali spesso si preferiscono le grafie con la h: beh, teh, toh, vah, veh.

Nell'aferesi l'uso dell'apostrofo era diffuso, soprattutto nella lingua poetica, per segnalare la caduta della prima vocale di una parola, specialmente in concomitanza di una parola precedente che finisce per vocale e strettamente legate nella catena del parlato (un fenomeno simmetrico all'elisione). Oggi questa prassi è praticamente scomparsa, tranne in pochissime parole ('ndrangheta) nelle quali non è comunque obbligatorio; mentre invece è obbligatorio nell'indicazione degli anni in cifre.
- Oggi sopravvive praticamente soltanto nelle forme contratte: 'sto, 'sta, 'sti, 'ste, forme dialettali particolarmente enfatiche per la loro concisione, usate in luogo di questo ecc., per dare coloritura al discorso, ma in realtà derivanti dall'arcaica forma esto, ecc. Tali forme possono anche essere scritte semplicemente sto, sta, sti, ste.
- Nella lingua poetica erano frequenti le aferesi delle particelle 'n e 'l per in e il: «e 'l sol montava 'n sù con quelle stelle» (Dante Inf. I 38), e di altre parole.
- L'apostrofo è invece obbligatorio quando si vogliono indicare in forma accorciata e in cifre gli anni, il '68 (il 1968), i secoli dopo il mille, il '400 (il 1400, il XV secolo), ovviamente solo se scritti in cifre arabe. Qualora vi sia concomitante anche un'elisione, si usa un solo apostrofo: la musica dell'800.

### Elisione e troncamento
|                                                        |                     |                                                        |                     | non marcato singolare                                                       | marcato singolare                                        | non marcato plurale                                      | marcato plurale                                         |
| ESEMPI                                                 |                     |                                                        |                     |                                                                             |                                                          |                                                          |                                                         |
| troncato davanti a vocale, con il non marcato          | -no                 | uno, -uno, buono                                       | consonante          | un gatto, buon dolce                                                        | una gatta                                                | alcuni gatti                                             | alcune gatte                                            |
| troncato davanti a vocale, con il non marcato          | -no                 | uno, -uno, buono                                       | vocale              | un amico, alcun amico                                                       | un'amica, buon'amica                                     | alcuni amici                                             | alcune amiche                                           |
| troncato davanti a vocale, con il non marcato          | -no                 | uno, -uno, buono                                       | gruppi consonantici | uno zaino                                                                   | una zebra                                                | buoni scolari                                            | buone scolare                                           |
| troncato davanti a vocale, con il non marcato          | -re                 | professore, signore, dottore                           | consonante          | professor Mario                                                             | signora Maria                                            | professori tutti                                         | signore care                                            |
| troncato davanti a vocale, con il non marcato          | -re                 | professore, signore, dottore                           | vocale              | signor avvocato                                                             | signora avvocata                                         | signori avvocati                                         | signore avvocate                                        |
| troncato davanti a vocale, con il non marcato          | -re                 | professore, signore, dottore                           | gruppi consonantici | dottor Scavolini                                                            | signora Scavolini                                        | signori Scavolini                                        | signore Scavolini                                       |
| troncato davanti a vocale                              | -ra                 | suora                                                  | consonante          | -                                                                           | suor Teresa                                              | -                                                        | suore care                                              |
| troncato davanti a vocale                              | -ra                 | suora                                                  | vocale              | -                                                                           | suor Angela                                              | -                                                        | suore isolate                                           |
| troncato davanti a vocale                              | -ra                 | suora                                                  | gruppi consonantici | -                                                                           | suor Stefania                                            | -                                                        | suore Stefania e Lucia                                  |
| troncato davanti a vocale                              | -le                 | quale, tale                                            | consonante          | qual cumulo, tal cumulo                                                     | qual grazia                                              | quali cumuli                                             | quali grazie                                            |
| troncato davanti a vocale                              | -le                 | quale, tale                                            | vocale              | qual orrore, qual è                                                         | qual età                                                 | quali orrori                                             | quali età                                               |
| troncato davanti a vocale                              | -le                 | quale, tale                                            | gruppi consonantici | quale sconosciuto                                                           | quale sconosciuta, tal sconosciuta                       | quali sconosciuti                                        | quali sconosciute                                       |
| caduta di una sillaba; eliso (o meno) davanti a vocale | -llo / -nto {-*lle} | santo, dello, nello, *collo, *pello, quello, bello, il | consonante          | bel pasticcio, san Giorgio, quel pasticcio, del pasticcio {ìl = il bambino} | bella torta, santa Barbara {*ìlla = la salutate}         | bei pasticci, quei pasticci, dei pasticci {*ìi = i cani} | belle torte {*ìlle = le dame}                           |
| caduta di una sillaba; eliso (o meno) davanti a vocale | -llo / -nto {-*lle} | santo, dello, nello, *collo, *pello, quello, bello, il | vocale              | bell'amico (sant'Antonio) {*ìll' = l'ho detto}                              | bell'amica (Sant'Agata) {*ìll' = l'automobile}           | begli amici {*ìgli = gli amici}                          | belle amiche {*ìlle = le erbe}                          |
| caduta di una sillaba; eliso (o meno) davanti a vocale | -llo / -nto {-*lle} | santo, dello, nello, *collo, *pello, quello, bello, il | gruppi consonantici | dallo psicologo {*ìllo = lo scoiattolo}                                     | dalla psicologa (Santa Stefania) {*ìlla = la scolaresca} | dagli psicologi {*ìgli = gli zaini}                      | dalle psicologhe {*ìlle = le scambiammo}                |
| caduta di una sillaba; eliso (o meno) davanti a vocale | -nde                | grande                                                 | consonante          | gran giocatore                                                              | gran giocatrice                                          | gran giocatori                                           | gran giocatrici                                         |
| caduta di una sillaba; eliso (o meno) davanti a vocale | -nde                | grande                                                 | vocale              | grand'uomo                                                                  | grand'abitazione                                         | grandi uomini                                            | grandi abitazioni                                       |
| caduta di una sillaba; eliso (o meno) davanti a vocale | -nde                | grande                                                 | gruppi consonantici | grande scienziato                                                           | grande scienziata                                        | grandi scienziati                                        | grandi scienziate                                       |
| caduta di una sillaba; eliso (o meno) davanti a vocale | -te                 | frate                                                  | consonante          | fra Cristoforo                                                              | -                                                        | frati Cristoforo e Stefano                               | -                                                       |
| caduta di una sillaba; eliso (o meno) davanti a vocale | -te                 | frate                                                  | vocale              | frate Alberto                                                               | -                                                        | frati Alberto e Cristoforo                               | -                                                       |
| caduta di una sillaba; eliso (o meno) davanti a vocale | -te                 | frate                                                  | gruppi consonantici | fra Stefano                                                                 | -                                                        | frati Stefano e Cristoforo                               | -                                                       |
| solo eliso                                             | -vero               | pòvero                                                 | consonante          | povero caro                                                                 | povera cara                                              | poveri cari                                              | povere care                                             |
| solo eliso                                             | -vero               | pòvero                                                 | vocale              | pover'uomo                                                                  | pover'amica                                              | poveri uomini                                            | povere amiche                                           |
| solo eliso                                             | -vero               | pòvero                                                 | gruppi consonantici | povero studente                                                             | povera studente                                          | poveri studenti                                          | povere studenti                                         |
| solo eliso                                             | -i                  | di, mi, ti, si, ci, vi, li, gli                        | vocale              | d’inverno, m'adoro, t’amo, s'era, *c'ho, v'abbiamo                          | d’inverno, m'adoro, t’amo, s'era, *c'ho, v'abbiamo       | d’inverno, m'adoro, t’amo, s'era, *c'ho, v'abbiamo       | d’inverno, m'adoro, t’amo, s'era, *c'ho, v'abbiamo      |
| solo eliso                                             | da                  | da                                                     | vocale              | d'allora, d’ora in poi                                                      | d'allora, d’ora in poi                                   | d'allora, d’ora in poi                                   | d'allora, d’ora in poi                                  |
| solo eliso                                             | ne                  | ne                                                     | vocale              | ce n’è ancora                                                               | ce n’è ancora                                            | ce n’è ancora                                            | ce n’è ancora                                           |
| solo eliso                                             | -                   | come, senza, mezza, quattro, questo, ...               | vocale              | com’è grande, senz’altro, mezz’ora, a quattr’occhi, ...                     | com’è grande, senz’altro, mezz’ora, a quattr’occhi, ...  | com’è grande, senz’altro, mezz’ora, a quattr’occhi, ...  | com’è grande, senz’altro, mezz’ora, a quattr’occhi, ... |
| solo eliso                                             | -                   | come, senza, mezza, quattro, questo, ...               | vocale              | quest'anno                                                                  | quest'amicizia                                           | -                                                        | -                                                       |

## Il punto di abbreviazione
Il punto nelle abbreviazioni, pur graficamente identico ( . ), va distinto dal punto fermo che è un segno d'interpunzione vero e proprio, mentre il punto di abbreviazione è solamente un segno paragrafematico.
È possibile dare delle regole valide in generale sul suo uso, tenuto conto della distinzione tra abbreviazione, sigla e simbolo, nella varietà delle consuetudini tipografiche e editoriali.
Un discorso a parte va fatto per le seguenti abbreviazioni per contrazione: ca, dr, jr, sr, vs, tutte provenienti da parole di origine latina: circa, doctor, junior, senior, versus, ed entrate nell'uso italiano dalla lingua inglese. Queste possono essere scritte sia senza punto (forma preferita nell'inglese britannico) sia col punto finale (forma tipica dell'inglese americano), forma oggi nettamente prevalente in italiano per analogia con le altre abbreviazioni per troncamento e per sequenza consonantica.
Osserva Patota, a tal proposito, che il punto è come "un segnale che va interpretato: la sigla non può essere letta come una parola sola («il dr Bianchi»), né lettera per lettera («il di-erre Bianchi»), ma sostituita con una parola («il dottor Bianchi»)". Emblematico è il caso della parola prof, scritta rigorosamente senza punto per indicare l'accorciamento colloquiale (letto prof) usato dagli studenti per menzionare il professore, scritta invece prof. col punto per indicare l'abbreviazione (letta professor) del titolo o della professione (es.: «il prof. Giovanni Rossi»).
Il punto di abbreviazione si usa obbligatoriamente:
- nelle abbreviazioni per troncamento, alla fine: sig. (signore), p. (pagina);
- nelle abbreviazione per contrazione, in mezzo: f.lli (fratelli), gent.ma (gentilissima), sig.na (signorina);
- nelle abbreviazioni per sequenza consonantica, alla fine: sg. (seguente), ss. (santissimo), cpv. (capoverso), cfr. (confer, confronta).

La posizione finale si tiene anche quando si raddoppia l'ultima lettera per indicare un plurale: pp. (pagine), sgg. (seguenti).
Quando a essere abbreviata non è una singola parola, ma una locuzione, l'abbreviazione diventa praticamente una sigla, composta solitamente dalle sole iniziali delle singole parole, che richiedono un punto dopo ciascuna di loro come qualsiasi abbreviazione per troncamento: s.l.m. (sul livello del mare), a.c. (anno corrente), a.C. (avanti Cristo).
Invece nelle sigle vere e proprie, quelle che indicano nomi o sostantivi e non semplici abbreviazioni di locuzioni, non è più consuetudine mettere il punto. Una volta si preferiva inserirlo nelle sigle che si leggevano lettera per lettera: C.N.R /ˈtʃi ˈɛnne ˈɛrre/, mentre si ometteva in quelle che rappresentavano un gruppo pronunciabile (acronimo): FIAT /ˈfiat/.
Il punto non si usa in quelli che sono considerati simboli, seppure scritti utilizzando caratteri di scrittura, come per esempio sigle automobilistiche, unità di misura, simboli chimici, ecc.

## Il trattino
Consideriamo qui l'uso del trattino (-) sotto l'aspetto più prettamente paragrafematico, tralasciando quello più propriamente interpuntivo, cioè di relazioni logico-sintattiche tra le parole.
Il trattino si usa per indicare:
- la continuazione nella riga successiva di una parola spezzata in fin di rigo;
- la scansione di parola in sillabe, sia come esemplificazione sia anche nella prosa[32];
- negli scritti scientifici, l'abbreviazione di una parola al solo primo elemento per evitare la ripetizione del secondo in una serie di termini vicini: ad esempio, si scrive «nel caso di epato- e nefropatie» per evitare di scrivere «nel caso di epatopatie e nefropatie»[33].

Inoltre, il trattino si può anche utilizzare nella citazione di spezzoni di parola per rimarcare la mancanza di autonomia del frammento: è questo il caso dei prefissi (a-, ri-, pre- ecc.) o dei suffissi (-ato, -olo ecc.) riportati a lemma nei dizionari.

## L'uso del corsivo
A differenza del grassetto, che non è regolato da norma ortografica ma solo da consuetudini ed esigenze editoriali, l'uso del corsivo è invece previsto in determinati casi:
- nel riportare i titoli di opere (spettacoli, canzoni, libri, quadri, ecc.) e di prodotti editoriali (quotidiani, riviste, periodici ecc.) all'interno di un testo; se l'eventuale articolo iniziale del titolo è inglobato in una preposizione articolata, si scrive in corsivo comunque il resto, es.: «nel romanzo dei Promessi sposi» anche se il titolo completo è I promessi sposi;
- nei nomi scientifici delle specie;
- nelle parole straniere non acclimatate (locuzioni latine comprese), e nelle parole in dialetto. In questo caso il confine tra parola acclimatata e non acclimatata è molto labile: può variare a seconda del contesto (si pensi ai contesti settoriali come l'informatica o l'economia che fanno un uso massiccio di anglicismi), della sensibilità linguistica dello scrivente, ecc;
- quando una parola è utilizzata in funzione metalinguistica, cioè non è usata per il suo significato ma lo è praticamente in quanto forma d'interesse linguistico; o quando una lettera è citata per mezzo del suo segno grafico.

Al di fuori dei casi sopra menzionati, dove l'uso del corsivo è praticamente d'obbligo, il corsivo viene di norma usato discrezionalmente quando si intende dare una particolare enfasi grafica alle parole, come nelle esemplificazioni o per mettere in mostra un termine tecnico, o come concorrente delle virgolette nelle citazioni brevi o per indicare l'uso improprio o traslato di un'espressione, o anche per semplice evidenziamento di un passo.

## L'uso del maiuscolo
L'ortografia italiana prevede tassativamente l'iniziale maiuscola in due casi:
1. all'inizio di un periodo o di una frase,
2. con i nomi propri.

Al di là di questo, l'uso della maiuscola è guidato da fattori stilistici, scelte o consuetudini editoriali e infine reverenziali (le cosiddette maiuscole reverenziali), ma vi è una tendenza a evitare le maiuscole non più sentite come necessarie.

### In principio di frase
Per esemplificare i casi di maiuscola all'inizio della frase si possono elencare:
- i titoli in vario genere: di testi, ma anche parti di essi come capitoli, articoli e altre suddivisioni;
- il principio di un qualsiasi testo o paragrafo;
- dopo un punto fermo;
- dopo un punto interrogativo o esclamativo, ma può essere ammessa l'iniziale minuscola se vi è una forte continuità logica e di pensiero;
- all'inizio di un discorso diretto.

Se in principio di frase sono presenti i puntini di sospensione (...), normalmente i casi sopra descritti iniziano con la minuscola, salvo che la prima parola non sia un nome proprio, il che allora obbliga comunque all'uso della maiuscola.
Affine, ma trattasi più di scelta tipografica, a questo caso è l'uso della maiuscola in poesia all'inizio di ogni verso, espediente che a volte viene usato anche quando non vengono scritti senza l'accapo, per questioni di spazio, al posto della sbarretta (/), la quale in genere è preferibile per evitare ambiguità.

### Nei nomi propri
Per quanto riguarda l'uso coi nomi propri, sintetizza preventivamente così Serianni ogni tentativo di darne un quadro organico: «le norme che regolano l'uso della maiuscola sono più facili a enunciarsi che ad applicarsi, anche perché non è sempre ovvio distinguere tra "nome proprio" e "nome comune".».
In generale, però, si può dire che vogliono l'iniziale maiuscola i nomi propri (concreti o immaginari), e tutto ciò che può farne le veci (ipocoristici, pseudonimi, soprannomi, antonomasie), di:
- persona (nomi e cognomi), animali, divinità;
- nomi di entità, luoghi o zone geografiche (naturali o urbane), entità astronomiche (e per continuità anche astrologiche);
- nomi di vie e suddivisioni urbane, edifici e altre strutture architettoniche;
- nomi di gruppi, associazioni, movimenti, organizzazioni, enti istituzionali ed entità geopolitiche;
- titoli di opere artistiche, nomi commerciali di prodotti, servizi, aziende, eventi, società, ecc.;
- nomi di festività religiose o laiche.

Vi sono poi casi in cui si ricorre all'iniziale maiuscola anche con nomi comuni, per ragioni che vanno dalla necessità di distinzione dai concetti comuni, alla personificazione, all'antonomasia, alla reverenza; tuttavia non sono casi in cui la norma ortografica prevede tassativamente la maiuscola, che quindi può mancare. Tra questi ricordiamo:
- i nomi dei grandi eventi o delle epoche storiche e persino dei periodi geologici, dei secoli e dei decenni; specie questi ultimi possono essere scritti con la minuscola, ma è meglio usare la maiuscola se intesi come periodo storico;
- i nomi dei popoli, anche se solitamente si segue la consuetudine di indicare con la maiuscola i popoli storici del passato (i Romani), e con la minuscola i popoli del presente (gli italiani);[35][36]

Decisamente più confusa è invece la questione grammaticale sulle maiuscole, dopo la prima, nei nomi composti, ovvero in quei nomi costituiti da una sequenza di parole; pochi punti certi possono essere dati al riguardo:
- vogliono obbligatoriamente tutte le iniziali maiuscole le sequenze nome + cognome (Carlo Rossi) o di più nomi (Gian Carlo Rossi);
- e i nomi propri utilizzati all'interno di queste sequenze nominative: Camillo Benso conte di Cavour, Leonardo da Vinci.

Non vogliono invece la maiuscola le particelle preposizionali da, di, de o d' usati nei nomi dei personaggi del passato, quando non esistevano i cognomi, per introdurre patronìmici (de' Medici, ) o toponìmici (Francesco da Assisi, Tommaso d'Aquino); la vogliono invece negli attuali cognomi di cui fanno parte integrante (De Nicola, D'Annunzio, Di Pietro).
Ma il fenomeno trova la sua maggior diffusione all'interno dei nomi delle istituzioni, delle associazioni, dei partiti politici e affini; la motivazione di questa profusione di maiuscole di solito è un intento apologetico (Chiesa Cattolica), o la tendenza a mantenere le iniziali di una sigla anche nella forma sciolta (CSM = Consiglio Superiore della Magistratura), ma la maiuscola può anche limitarsi alla sola parola iniziale che è l'unica ortograficamente obbligatoria: Chiesa cattolica, Consiglio superiore della magistratura (art. 104, Cost).
Sono scritte in maiuscolo in genere le lettere degli acronimi (O.N.U., U.E., I.N.P.S., ...), benché sia invalsa la norma stilistica, atta a migliorare la leggibilità, di scrivere in maiuscolo solo la prima lettera dell'acronimo (in particolare, per gli acronimi di almeno tre lettere), omettendo i punti (Onu, Ue, Inps, ...).
La "maiuscola reverenziale" è utilizzata ancora di frequente per i pronomi e aggettivi possessivi che si riferiscono a Dio, a persone o cose sacre, a persona di riguardo (pregare Dio e avere fiducia in Lui; mi rivolgo alla Sua attenzione, signor Presidente). 
L'uso moderno ha portato una diffusione nell'utilizzo soprattutto per quanto riguarda comunicazioni formali e corrispondenza commerciale (es. in merito alla richiesta da Lei inviata)
estendendone l'adozione anche ai pronomi (es. colgo l'occasione per porgerLe cordiali saluti). La spiegazione dei grammatici risiede nel fatto che "la terza persona di cortesia, singolare e plurale, nell'uso scritto richiede l'iniziale maiuscola per evitare confusione con l'uso delle terze persone ordinarie, e che tale uso si estende alle forme degli aggettivi possessivi (Suo, Sua, Loro) e dimostrativi clitici (La, Li) e alle forme pronominali oblique (Le, Loro; rarissimo il plurale Glielo e simili)".
L'uso delle maiuscole è talvolta utilizzato come modo di dare enfasi a un testo, in luogo del grassetto. Nella netiquette, tuttavia, tale uso è deprecato in quanto equivale a urlare.

## Divisione delle parole
L'ortografia italiana prevede che le parole vengano normalmente scritte con separazione di spazio le une dalle altre, indipendentemente dal modo in cui queste vengono effettivamente pronunciate nella catena parlata. Di regola non viene quindi segnato, per esempio, neanche un fenomeno molto frequente come il raddoppiamento fonosintattico.
Fanno eccezione alcune forme tradizionalmente univerbate: dappertutto, tuttora e così via.